# Вишнёвка (Славский район)
Не следует путать c исчезнувшим населённым пунктом в соседнем Гусевском городском округе
Вишнёвка — посёлок в Славском муниципальном округе Калининградской области Российской Федерации.

## Топоним
Прежние названия населённого пункта — Лишайтен и Лишау.
В 1938 году властями гитлеровской Германии Лишайтен был переименован в Лишау в рамках кампании по германизации в Восточной Пруссии топонимики прусско-литовского происхождения.
В 1945 году временно возвращалось предыдущее название Лишайтен. В 1946 году получил русское название Вишнёвка.

## География
Находится на северо-западе Калининградской области, в зоне хвойно-широколиственных лесов, на берегах реки Шлюзовой (Старая Матросовка), в 5 км к юго-западу от центра упразднённого сельского поселения, посёлка Ясное.

### Климат
Климат характеризуется как переходный от морского к умеренно континентальному. Среднегодовая температура воздуха — 7,2 °C. Средняя температура воздуха самого холодного месяца (января) — −5 — −2 °C; самого тёплого месяца (июля) — 22,4 °C. Безморозный период длится в среднем 160—190 дней. Годовое количество атмосферных осадков — около 700 мм, из которых большая часть выпадает в тёплый период.

## История
На территории нынешнего населённого пункта в прошлом существовали отдельные поселения: Мостайтен (с 1938 по 1945 Эшенберг, затем Славинское); Норвайшен (с 1938 по 1945 Мюльмайштерн, затем Ливное).
После Второй мировой войны по решению Потсдамской конференции Лишау отошёл СССР.
В период с 2008 по 2015 годы посёлок Вишнёвка входил в состав Ясновского сельского поселения Славского района, с 2015 по 2022 годы — в состав Славского городского округа.

## Население
| 2002 | 2010 |
| ---- | ---- |
| 563  | ↘443 |

## Инфраструктура
Личное подсобное хозяйство с зоной сельскохозяйственного использования, индивидуальная застройка усадебного типа.
Основа экономики — сельское хозяйство.

## Транспорт
Остановки общественного транспорта «Вишнёвка», «Вишнёвка-2».